# Egretă de recif
Egreta de recif (Egretta gularis) este un stârc de mărime medie care se găsește în sudul Europei, Africa și în unele părți ale Asiei.

## Taxonomie
Specia a fost descrisă pentru prima dată ca Ardea gularis dintr-un specimen obținut din Senegal de naturalistul francez Louis Augustin Guillaume Bosc în 1792. Gâtul (sau regiunea gulară) de culoare albă distinctiv îi conferă numele de specie. Autorii ulteriori au tratat-o în genurile Demiegretta, Herodias și Lepterodius până la poziția sa actuală stabilă în genul Egretta. Cu toate acestea, distincția dintre această specie și Egretta garzetta a fost extrem de dezbătută, unii autori considerând garzetta o superspecie politipică.

## Distribuție și statut
Se întâlnește în principal pe coastele din Africa tropicală de vest, Marea Roșie, Golful Persic (Iran) și se extinde spre est până în India. Se întâlnește, de asemenea, în Insulele Lakshadweep și Sri Lanka. Subspecia nominalizată se reproduce în Africa de Vest, din Mauritania până în Gabon. Păsările pot fi găsite și în afara continentului, cum ar fi în Insulele Canare. Un număr mic de exemplare se înmulțesc în Spania. Subspecia schistacea se găsește de pe coasta Mării Roșii, la est de coasta indiană. Sunt cunoscute colonii de reproducere pe coasta de est a Indiei, în jurul lacului Pulicat. Ocazional se întâlnesc și în interiorul țării.
Egreta de recif apare ca pasăre rătăcitoare în America de Nord, America de Sud și insulele Caraibe. Pe baza numărului tot mai mare de înregistrări, se bănuiește că ar putea stabili colonii de reproducere în Brazilia. Mai multe înregistrări din jurul anilor 1980-1990 în Germania, Austria și Franța au fost atribuite unor păsări care au scăpat de la un dealer de animale din Mittelfranken.

## Galerie

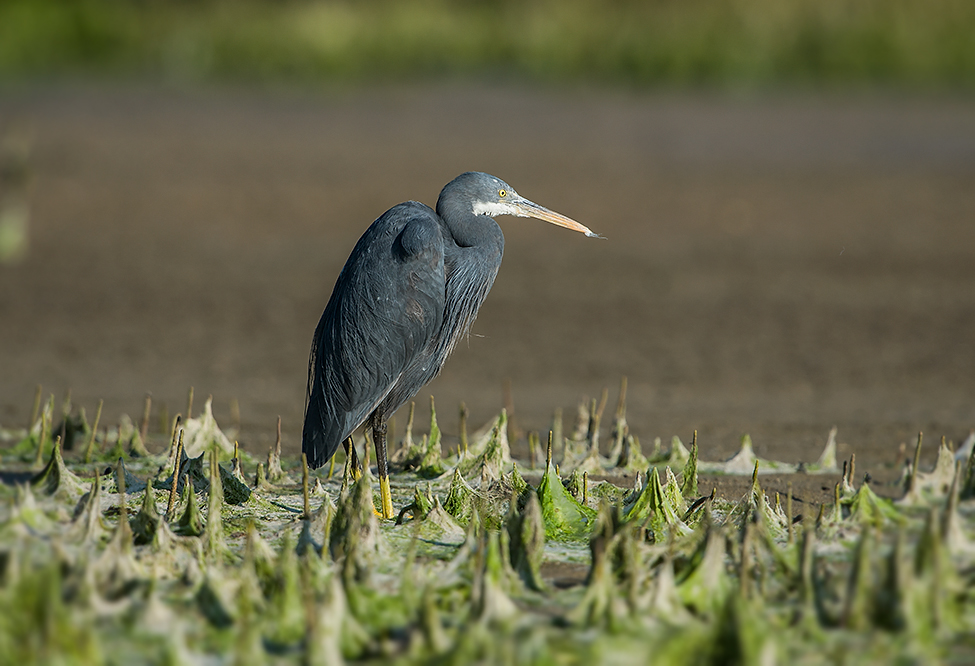
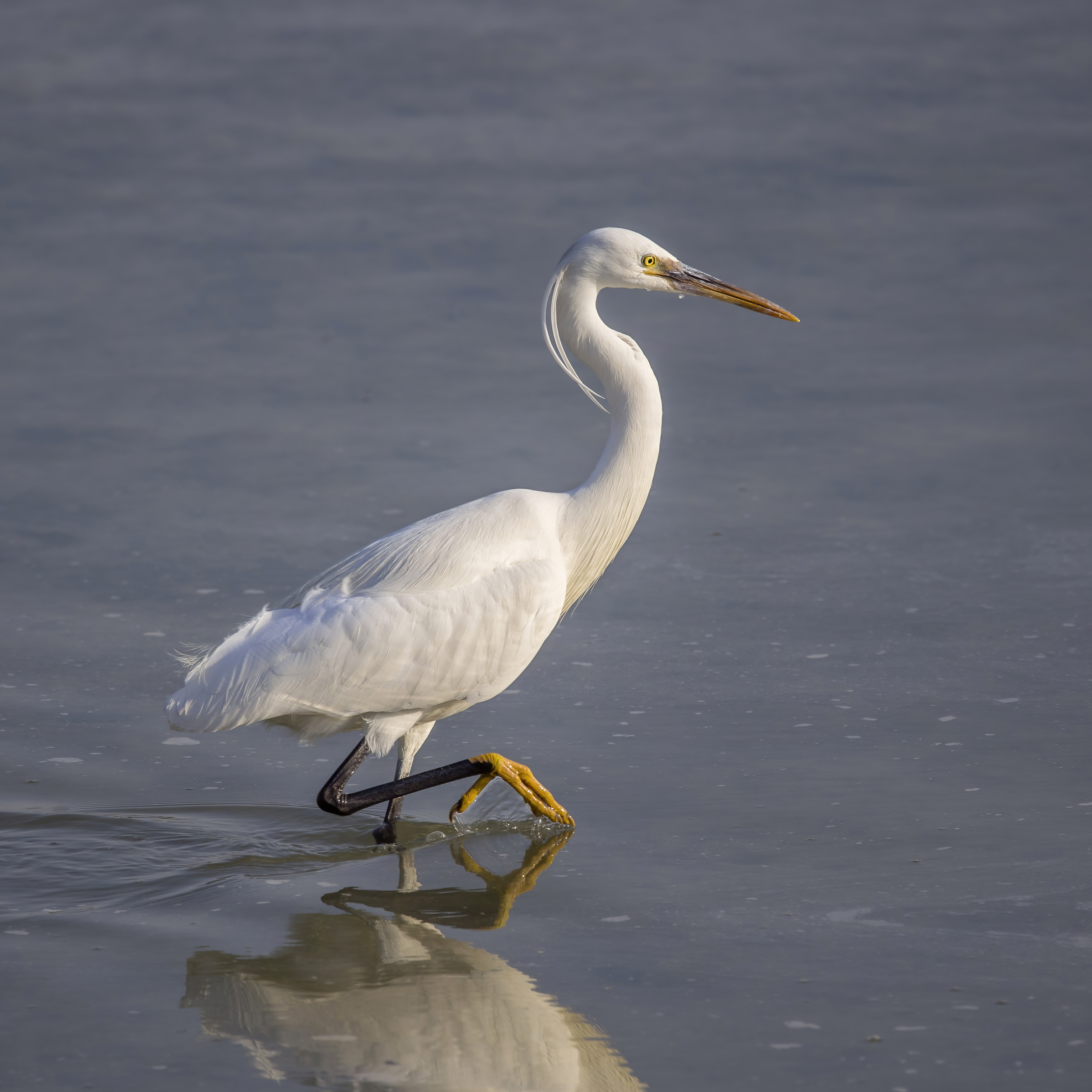
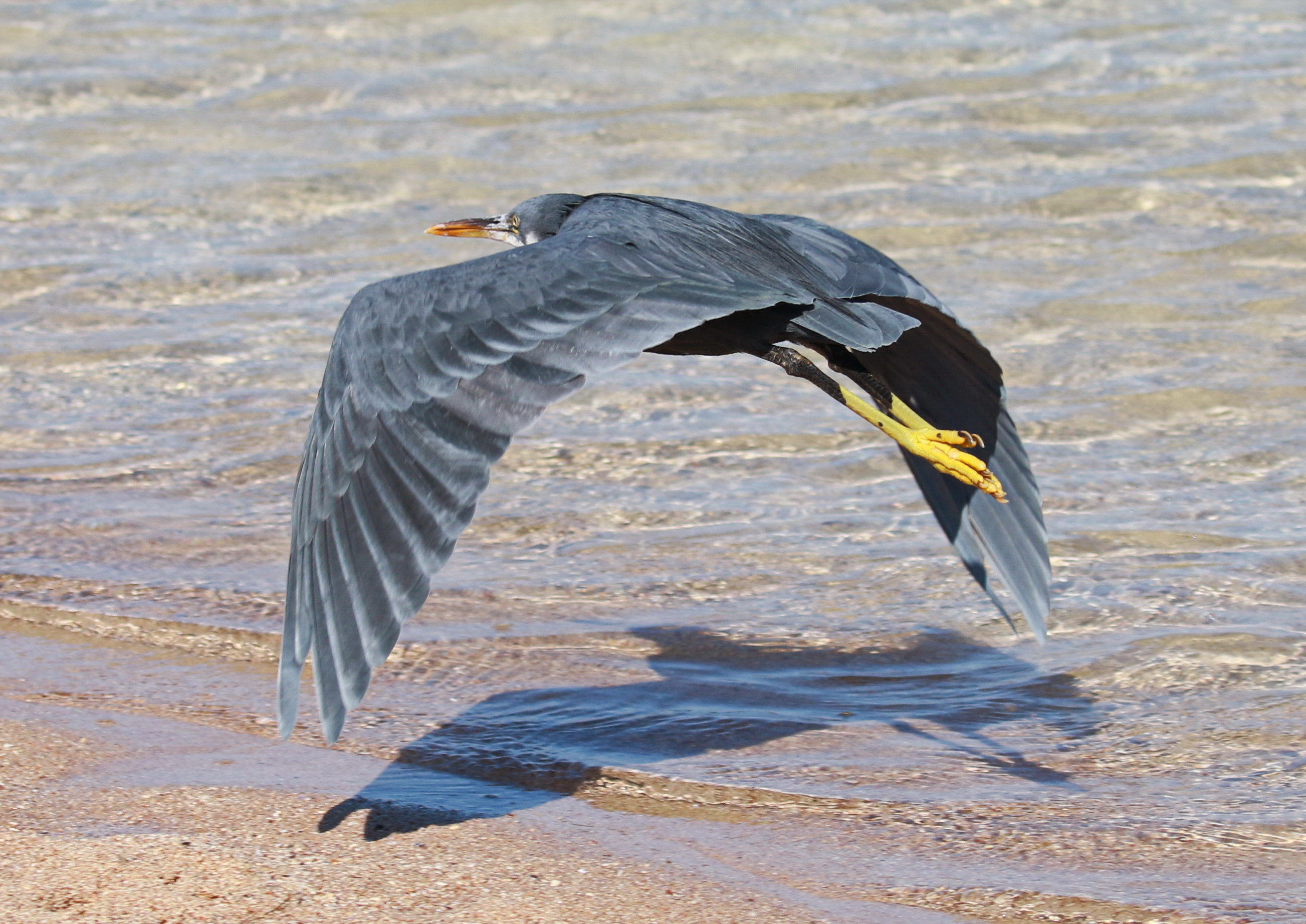
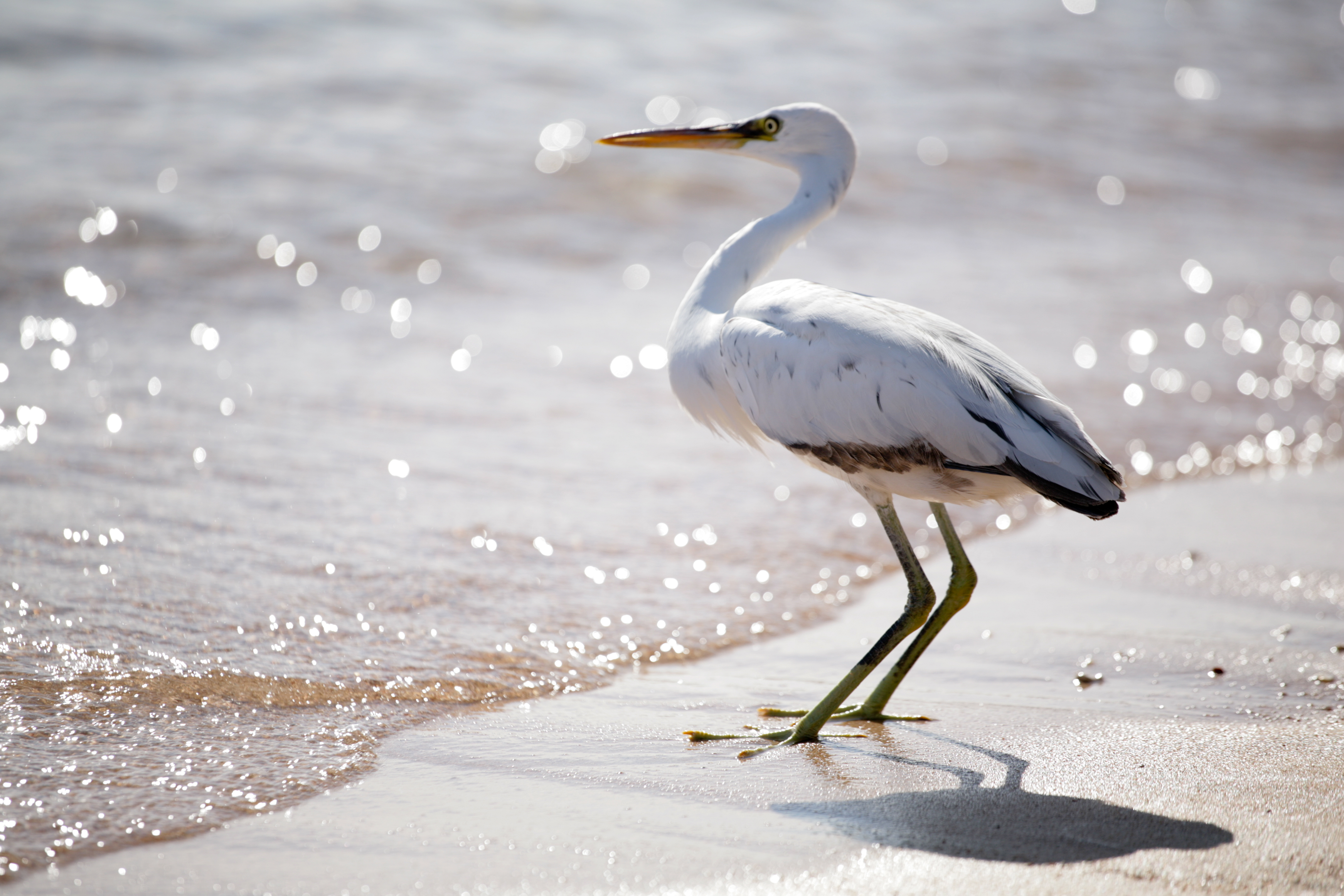